# 大西拓磨
大西 拓磨（おおにし たくま、1999年〈平成11年〉4月14日 - ）は、日本のデザイナー、開発者、YouTuber。

## 略歴
神奈川県横浜市出身。栄光学園中学校に入学したが家庭環境の悪化から不登校になり、一人暮らしをするために神奈川県立横浜平沼高等学校に転校するも周囲に馴染めずに中退。高卒認定を取得して東京藝術大学美術学部建築科に首席で入学したが、問題行動によって半年で懲戒退学処分を受ける。その後はうつ病で職に就けず、生活保護を受けたのち空港やネットカフェを転々とする路上生活者となる。
2020年12月、自身の半生を記したブログ記事「僕のしょうもない人生を紹介します」が200万PVを超える反響を呼び、一躍注目される。この頃から孫正義育英財団の支援を受け、F1ドライバー角田裕毅のヘルメットや、Webアプリ「3秒敬語」「おしゃべりひろゆきメーカー」などのデザインを手がける。
2022年、ローマ字入力に最適化されたキーボード配列「大西配列」を発表し、2024年にはこれを搭載したキーボード「おさかなキーボード」を発売した。同年、毎回異なるゲストが好きなものを語るYouTubeチャンネル『好き語り』を開設。企画・出演・編集を自ら行っている。

## 人物
- 小学生のときに住宅の間取り図に興味を持ち、架空のマンションや豪華客船を設計して遊んでいた[19]。
- 中学時代はモバイルゲームパズル&ドラゴンズにのめり込み、最大強化モンスターを30体作る「一面」を無課金で史上3人目に達成した[9][20]。
- 高校では授業で参加した着物デザインコンクールで京都府知事賞を受賞し、校内模試では学年首位を譲らない優等生だったが、それらの成績表でブーメランを作って校舎に投げ捨てる、休日に登校して廊下に紙コップを1000個並べる、朝早く登校して学年全員の机にキャラメルを入れて帰るなどの奇行を繰り返していた[9]。
- 大学入学後の最初の課題であった「大学付近の好きな空間に何か影響を及ぼし、それを記録しなさい」に対する回答として発表当日に大学の正門を封鎖したところ、評価不能で進級不可が決まる。その後、製図室に100リットルの水槽を置いて魚を飼育する、キャンパスの広場一面のタイルにビニールを貼って色を変える、大学祭で教授を批判するビラを撒くなどし、入学から約半年で懲戒退学処分を受けた[9]。
- 生活保護時代にいわゆるハイレンジIQテストを多く受験し[2]、うち4種で当時の世界記録を更新した。なかでもMACHで記録した IQ180はJason Betts氏が運営する私設名簿「World Genius Directory」に掲載されている[21]。ただし同名簿は掲載料と身分証・スコア証明を送れば登録できる自己申告型サイト[21]で、MACHを含むハイレンジIQテスト自体もその実態は愛好家が製作したインターネットで受験可能なIQテスト風パズルのようなものがほとんどであり、数値としての学術的な妥当性はほぼ皆無である。本人も後年、林修との対談の中で「IQはクソ」と発言するなど[22]、IQ という概念に批判的な立場をとっている。なお、医学的に用いられるIQテストのWAIS-Ⅲの結果では上位約0.1%に相当するIQ145を記録している[23]。

## 出演

### テレビ番組
- 素顔のギフテッド（2020年3月12日、NHK Eテレ）[10]
- 林先生の初耳学（2021年2月21日、TBS）[22]
- サンデージャポン（2024年7月7日、TBS）[24]